# Плавання на відкритій воді на Чемпіонаті Європи з водних видів спорту 2022 — 10 км (жінки)
Змагання з плавання на відкритій воді на 10 км серед жінок на Чемпіонаті Європи з водних видів спорту 2022 відбулись 21 серпня.

## Результати
| Місце | Плавчиня             | Країна     | Час       |
| ----- | -------------------- | ---------- | --------- |
| 1     | Леоні Бек            | Німеччина  | 2:01:13.4 |
| 2     | Жіневра Таддеуччі    | Італія     | 2:01:15.2 |
| 3     | Анжеліка Андре       | Португалія | 2:01:16.4 |
| 4     | Шарон ван Раувендал  | Нідерланди | 2:01:16.6 |
| 5     | Ракеле Бруні         | Італія     | 2:01:31.5 |
| 6     | Анна Олас            | Угорщина   | 2:01:33.4 |
| 7     | Джулія Габбріеллескі | Італія     | 2:02:09.3 |
| 8     | Маделон Катто        | Франція    | 2:02:17.7 |
| 9     | Орелі Мюллер         | Франція    | 2:02:21.6 |
| 10    | Река Рогач           | Угорщина   | 2:03:22.3 |
| 11    | Марія де Вальдес     | Іспанія    | 2:03:25.9 |
| 12    | Алена Бенешова       | Чехія      | 2:03:28.8 |
| 13    | Ліа Бой              | Німеччина  | 2:04:44.3 |
| 14    | Шпела Перше          | Словенія   | 2:06:10.8 |
| 15    | Нефелі Джаннопулу    | Греція     | DNF       |
| 15    | Джаннетт Співокс     | Німеччина  | DNF       |
| 17    | Клаудіа Тарасєвич    | Польща     | DNS       |